# HLR 73
De reeks 73 is een reeks van rangeerdiesellocomotieven van de NMBS voor de rangeerdienst. De hele serie bestaat uit drie bestellingen. De eerste bestelling van 35 locomotieven werd in de jaren 1965 en 1966 met de nummers 273.001-273.035 geleverd. De 273.001-273.025 werden gebouwd door La Brugeoise et Nivelles, de 273.026-273.035 door Ateliers Belges Réunis. In 1971 werden deze locomotieven omgenummerd in 7301-7335.
De tweede bestelling van 40 locomotieven werd van 1973 tot 1974 met de nummers 7336-7375 geleverd door La Brugeoise et Nivelles. Ten slotte werd in 1977 de derde bestelling van 20 locomotieven met de nummers 7376-7395 geleverd, eveneens door La Brugeoise et Nivelles.

## Benamingen
De meeste rangeerlocomotieven van de NMBS krijgen roepnamen, om de identificatie over de radio tijdens het rangeren in de grote bundels te vergemakkelijken.
Zo zijn volgende locomotieven gezien met deze roepnamen (met plaats en datum):
- 7301 = Condor (FKR, 10/11/2011) (daarvoor Alabama)
- 7303 = Albi
- 7304 = Alpha
- 7305 = Anapurna
- 7306 = Artémis (GCR, nov 2011)
- 7307 = Etna (LKC, 05/08/1995)
- 7309 = Atlanta
- 7310 = Atlas
- 7311 = Cosmos ( ? , okt 2010)
- 7312 = Arkansas
- 7314 = Bamako
- 7317 = Cecile
- 7318 = Boléro
- 7320 = Bravo
- 7321 = Buffalo
- 7322 = Calcutta
- 7323 = Calypso
- 7324 = Capri
- 7325 = Cargo
- 7327 = Cobra (mei 1995) (daarvoor Valerie)
- 7328 = Colibri (5/5/1995)
- 7330 = Colombia
- 7331 = Condor (Monceau, 5/5/1995)
- 7333 = Cosmos
- 7335 = Dakar
- 7336 = Mexico (Leuven, 05/09/2004)
- 7337 = Malaga (wordt nog ingezet te Monceau)
- 7338 = Albi
- 7340 = Cobra (Libramont, 27/5/2015)
- 7342 = Java
- 7343 = Cobra (Charleroi, 2/6/2009)
- 7345 = Albi
- 7346 = Domino (Charleroi, 2/6/2009) (gesloopt te Monceau, op 4 februari 2013)
- 7347 = Echo (LKC, 19/9/1981)
- 7348 = Edelweiss
- 7349 = Polka
- 7350 = Java & Saffier (beide namen stonden tegelijk vermeld)
- 7351 = Echo
- 7352 = Mimosa
- 7353 = Foxtrot
- 7354 = Jivaro
- 7355 = Florac
- 7356 = Nevada
- 7357 = Cargo
- 7358 = Mazurka (Châtelet, 20/11/2005)
- 7359 = Alabama
- 7360 = Erato
- 7361 = Lama (Charleroi, 2/6/2009)
- 7362 = Monaco (Charleroi, 2/6/2009)
- 7363 = Atlas
- 7364 = New York
- 7365 = Atlas (Hasselt, april 2006)
- 7366 = Bravo
- 7367 = Bilbao (Zeebrugge, 31/8/2004 & 3/6/2010)
- 7368 = Cargo
- 7369 = Arizona
- 7371 = Capri
- 7372 = Delta (Mol, 1/8/2000)
- 7373 = Cobra
- 7374 = Napoli
- 7375 = Etna (Winterslag, 20/6/2002)
- 7376 = Meteo (oorspronkelijk Meteko,'k'weggenomen)(Stockem, 24/3/2011) (daarvoor Meteoor)
- 7377 = Mimosa (Merelbeke, 24/7/2001)
- 7378 = Mistral (Antwerpen, 31/7/2000)
- 7381 = Bolero (Stockem, maart 2011)
- 7382 = Katar
- 7383 = Atlas (Kinkempois, 2/7/1994)
- 7384 = Omega
- 7385 = Osaka
- 7386 = Ontario
- 7388 = Pirana (oorspronkelijk Piranha)
- 7389 = Condor (daarvoor Cuzco)
- 7390 = Saffier (Schaarbeek, 17/2/2007)
- 7391 = Edelweiss (Hasselt, 6/5/2006)
- 7392 = Tango
- 7393 = Kenia
- 7394 = Tripoli
- 7395 = Mistral (Antwerpen-Noord, 14/1/2006)

De benamingen volgen per stelplaats alfabetisch volgens het locnummer.

## Afvoer

### Rotterdam Rail Feeding
In 2008 en 2009 werden acht locomotieven uit de derde levering van 1977 aan Rotterdam Rail Feeding (RRF) in Nederland verkocht. Deze worden tot 1 januari 2019 door RRF gebruikt.

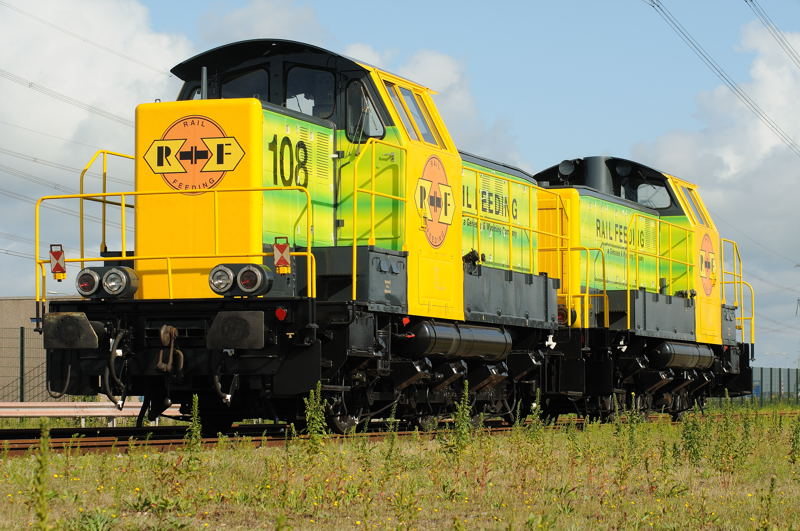
RRF 108 + 107 op de Maasvlakte

| RRF-nummer | ex-NMBS-nummer | Bijzonderheden |
| ---------- | -------------- | -------------- |
| 101        | 7382           |                |
| 102        | 7394           |                |
| 103        | 7391           |                |
| 104        | 7395           |                |
| 105        | 7383           |                |
| 106        | 7387           |                |
| 107        | 7378           |                |
| 108        | 7380           |                |

### Museum
In april 2013 bleven er nog slechts 6 machines over: 7305, 7324, 7325, 7331 (als plukmachine bij [TSP]), 7304 en 7309. 
De 7324 en 7325 zijn bewaard gebleven bij het TSP. Daarnaast heeft deze vereniging de 7305, 7322 en 7331 (voor onderdelen).
De 7304 is aanwezig bij de CFV3V, de 7309 bij de Luxemburgse Train 1900.

### Actieve Dienst
Tot op heden wordt 7388 gebruikt door Alstom te Brugge voor het vormen van nieuw geleverde M7 rijtuigen voor de NMBS.